# João Manuel Espregueira Mendes
João Manuel Ortigão Duarte Espregueira Mendes (Cedofeita, Porto, 22 de Dezembro de 1931 – Cedofeita, Porto, 31 de Maio de 1989) foi um médico português, especialista em medicina desportiva.
João Manuel Espregueira Mendes licenciou-se em medicina pela Universidade do Porto, fazendo uma pós-graduação no Hospital Cochin, em Paris. De regresso ao Porto, ligou-se ao Hospital de São João, fundando, em 1976, a secção de Patologia do Joelho na Sociedade Portuguesa de Ortopedia e Traumatologia.
Enquanto médico ligado ao futebol, obteve um elevado números de casos de sucesso, tendo recuperado jogadores como Fernando Gomes, Fernando Chalana e António Frasco. Participou assídua e activamente em conferências e colóquios em Portugal e no estrangeiro.
Espregueira Mendes foi homenageado pela Câmara Municipal do Porto em 1998 e tem actualmente uma rua com o seu nome. Todos os anos, o "Prémio Dr. J. M. Espregueira Mendes" premeia os melhores trabalhos científicos na área da anátomo-fisiopatologia do joelho.